# Шепелёв, Леонид Ефимович
Леони́д Ефи́мович Шепелёв (22 февраля 1928; Жуковка, Брянская область, СССР — 7 ноября 2016; Санкт-Петербург, Россия) — советский и российский историк, архивист, источниковед и геральдист, доктор исторических наук. Президент Санкт‑Петербургского научного общества историков и архивистов, и член совета Государственной герольдии при Президенте Российской Федерации.
Специалист в области экономической политики правительства Российской империи, её государственного аппарата и проблем внутренней политики конца XIX — начала XX веков, а также социально-экономической истории России, в частности истории российских монополий. Внёс значительный вклад в развитие вспомогательных исторических дисциплин. Один из авторов «Большой российской энциклопедии».

## Биография
Л. Е. Шепелёв родился 22 февраля 1928 года в Жуковке Брянской области. В 1949 году окончил Историко-архивный институт в Москве и был направлен научным сотрудником в Центральный государственный исторический архив Ленинграда (с 1961 — Центральный государственный исторический архив СССР, с 1992 — Российский государственный исторический архив). В том же году Л. Е. Шепелёв был назначен начальником Отдела экономических фондов. С 1959 по 1967 год был заместителем начальника архива по научной работе.
Л. Е. Шепелёв принимал активное участие в разработке научно-методических основ архивной работы. Он вёл экспертную работу по определению ценности архивных фондов по истории экономики и экономической политики. В начале 1950-х годов Отдел экономических фондов под руководством Л. Е. Шепелёва первым приступил к созданию предметно-тематического каталога документов. В дальнейшем ЦГИАЛ принялся создавать общеархивный каталог, который стал одним из важнейших звеньев системы научно-справочного архивного аппарата. В 1950—1960-е годы Л. Е. Шепелёв также руководил со стороны архива сотрудничеством с историческими научно-исследовательскими институтами, прежде всего Институтом истории в Москве и его Ленинградским отделением, по подготовке и изданию серии документальных сборников, посвящённых истории российского империализма.
В 1962 году Л. Е. Шепелёв защитил диссертацию на соискание научной степени кандидата исторических наук по теме «Акционерное учредительство и формирование финансово-капиталистических отношений в России: историко-статистическое исследование». В 1967 году он перешёл в Ленинградское отделение Института истории АН СССР (с 1992 — Санкт-Петербургский филиал Института российской истории РАН, с 2000 — Санкт-Петербургский институт истории РАН). Длительное время являлся членом его диссертационного совета. В 1974 году в качестве докторской диссертации защитил изданную в 1973 году монографию «Акционерные компании в России».
В 1992 году Л. Е. Шепелёв был приглашён для работы в открывшейся в том году в Санкт‑Петербурге Государственной герольдии при Президенте Российской Федерации. В 1999 году он был назначен заместителем председателя, а в 2004 году стал членом Геральдического совета.
В 1995 году Л. Е. Шепелёв был избран президентом учреждённого в том году Санкт‑Петербургского научного общества историков и архивистов. Также являлся главным редактором выпускаемого Обществом ежегодника «Английская набережная, 4».
Умер 7 ноября 2016 года.

## Научные направления
Изначально, работая в ЦГИА Ленинграда, Л. Е. Шепелёв специализировался на изучении экономической истории России XIX — начала XX века, по которой он вместе с другими учёными принимал активное участие в подготовке к изданию ряда сборников архивных документов. Издал две монографии по политике правительства в отношении предпринимательства. Ввёл в научный оборот значительный массив новых архивных материалов.
В значительной степени в область научных интересов Л. Е. Шепелёва входила история государственных учреждений и источниковедческие проблемы при работе с делопроизводственной документацией Российской империи XIX — начала XX века. Охватывая более широкий спектр ведомственных источников, он серьёзно занялся исследованием геральдики. Будучи советником Государственной герольдии при Президенте Российской Федерации и имея большой опыт работы с архивными материалами, Л. Е. Шепелёв значительно способствовал становлению новой российской геральдики.

## Рецензии
- Дунаева Ю. В. Рец.: 2009. 01. 008. Шепелёв Л. Е. Аппарат власти в России: эпоха Александра I и Николая I. — СПб.: Искусство-СПБ., 2007. — 461 с. // Социальные и гуманитарные науки. Отечественная и зарубежная литература. Серия 5: История. Реферативный журнал. — М.: Изд-во ИНИОН РАН 2009. — № 1. — С. 30—33. — ISSN 2219-875X.
- Owen T. C. Rev.: Shepelev, L. E. Tsarizm i burzhuaziia vo vtoroi polovine XIX veka: Problemy torgovo-promyshlennoi politiki. Leningrad: «Nauka», 1981. 275 p. (англ.) // The Russian Review. — Wiley, 1982. — Vol. 41, no. 3. — P. 327—328. — JSTOR 129609.
- Rieber A. J. Rev.: Tsarizm I Burzhuaziia Vo Vtoroi Polovine XIX Veka: Problemy Torgovo-Promyshlennoi Politiki. By L. E. Shepelev. Leningrad: «Nauka», 1981. iv, 270 pp. Tables (англ.) // Slavic Review. — Harvard University Press, 1982. — Vol. 41, iss. 3. — P. 544—545.
- Weinberg G. L. Rev.: L. E. Shepelev. Aktsionernye kompanii v Rossii [Joint Stock Companies in Russia]. (Akademiia Nauk SSSR. Institut Istorii SSSR, Leningradskoe Otdelenie.) Leningrad: Izdatel’stvo «Nauka.» 1973. Pp. 346. (англ.) // The American Historical Review. — Oxford University Press, 1976. — Vol. 81. — Iss. 3. — P. 632.